# Vovchansk
Vovchansk (em ucraniano:   Вовчанськ) é uma cidade da Ucrânia, situada no Oblast de Carcóvia. Tem 70 km² de área e sua população em 2020 foi estimada em 17.942 habitantes.